# Вікторія Спайві
Вікто́рія Реджа́йна Спа́йві (англ. Victoria Regina Spivey; 15 жовтня 1906, Х'юстон, Техас — 3 жовтня 1976, Нью-Йорк) — американська блюзова співачка, авторка пісень та власниця лейблу Spivey Records.

## Біографія
Народилась 15 жовтня 1906 року в Х'юстоні, штат Техас. Донька Гранта Спайві та Едді Сміт. Її батько був музикантом, а сестри Едді, Елтон і Леона також були співачками, однак жодній з них не вдалось досягти слави Вікторії. У дитинстві навчилась грати на фортепіано та співати. Перший запис зробила у віці 19 років, коли працювала в клубах Х'юстона і Далласа (як і Сіппі Воллес). У 1918 році залишила дім, аби працювати піаністкою в Лінкольн-театрі в Далласі. На початку 1920-х грала в закладах для азартних ігор, гей-барах і борделях в Галвестоні і Х'юстоні з Блайнд Лемон Джефферсоном. Найбільшого впливу зазнала від Айди Кокс, написавши такі пісні як «TB Blues», «Dope Head Blues» і «Organ Grinder Blues». Також на неї вплинули Боббі «Блу» Бленд, Сара Мартін і Бессі Сміт. Як і більшість співачок 1920-х і 1930-х, Спайві не боялась виконувати пісні із текстами сексуального змісту.
У 1926 році записала свою першу пісню «Black Snake Blues» на лейблі OKeh, і потім працювала як авторка пісень у видавничій компанії в Сент-Луїсі наприкінці 1920-х. У 1930-х записувалась на лейблах Victor, Vocalion, Decca і OKeh, після чого переїхала до Нью-Йорка, де працювала у багатьох афроамериканських музичних ревю, включаючи «Hellzapoppin' Revue». У 1930-х записувалась і гастролювала з різними гуртами Луї Армстронга. У 1950-х Спайві залишила шоу-бізнес і співала лише у церкві. У 1962 році заснувала власний лейбл Spivey Records. На її першому випуску на власному лейблі їй акомпанував Боб Ділан.
На початку 1960-х розпочалось відродження фолк-музики і Спайві як виконавиця взяла участь у багатьох фолк-блюзових фестивалях. Часто виступала у клубах Нью-Йорка. На відміну від інших виконавців свого покоління, продовжила записуватися у 1970-х, виступила у 1973 році на фестивалі блюзу і джазу в Анн-Арбор, штат Мічиган з Рузвельтом Сайксом. У 1960-х і 1970-х вплинула на низку музикантів, зокрема на Ділана, Спаркі Рукера, Ральфа Раша, Кері Сміт, Едіт Джонсон і Бонні Рейтт.
Серед альбомів, записаних на Spivey та інших лейблах, виділяються Songs We Taught Your Mother (1962), на якому також співають Альберта Гантер і Люсіль Гегемін, Idle Hours (1961), The Queen and Her Knights (1965) і The Victoria Spivey Recorded Legacy of the Blues (1970).
Після того як потрапила до Центральної лікарні Бікмена із внутрішньою кровотечеою, невдовзі померла 3 жовтня 1976 року у віці 69 років. Похована на кладовищі в Гемпстеді, Нью-Йорк.

## Дискографія
- Idle Hours (Bluesville, 1961) з Лонні Джонсоном
- Songs We Taught Your Mother (Bluesville, 1962) з Люсіль Гегамін і Альбертою Гантер
- A Basket of Blues (Spivey, 1962) з Люсіль Гегамін і Ганною Сільвестр
- Victoria and Her Blues (Spivey, 1962)
- Woman Blues! (Bluesville, 1963) з Лонні Джонсоном